# Beilouguet Litame
Beilouguet Litame es una comuna o municipio del departamento de Maghama, en la región de Gorgol, en Mauritania. En marzo de 2013 presentaba una población censada de 4152 habitantes.
Se encuentra ubicada al suroeste del país, sobre el desierto del Sahara, cerca de la frontera con Senegal.